# Nimis
Nimis (friülà Nimis, eslovè Néme) és un municipi italià, dins de la província d'Udine. Forma part de l'Eslàvia friülana. L'any 2007 tenia 2.862habitants. Limita amb els municipis d'Attimis, Lusevera, Povoletto, Reana del Rojale, Taipana i Tarcento.

## Administració
| Període | Identitat      | Partit      |
| ------- | -------------- | ----------- |
| 2004-   | Renato Picogna | Centredreta |